# 本郷秀雄
本郷 秀雄（ほんごう ひでお、1916年12月29日 - 1987年6月22日）は、日本の俳優。本名吉田 秀夫（よしだ ひでお）。

## 人物・来歴
1916年（大正5年）12月29日、東京府東京市本郷区（現在の東京都文京区本郷）に生まれる。英文学者の吉田幾次郎を父に、その妻・ふさを母にした3男2女の次男である。
旧制・誠之小学校（現在の文京区立誠之小学校）を卒業し、東京開成中学校（現在の開成高等学校）に進学、同校の卒業を目前にした1934年（昭和9年）2月、脚本・演出を目指して松竹蒲田撮影所に入社、助監督となる。同年暮れには俳優に転向、俳優としてのデビュー作は、1935年（昭和10年）4月3日公開、栗島すみ子主演、池田義信監督の『二人静』ということになっているが、前年12月31日公開の同年の正月映画、清水宏監督の『大学の若旦那・日本晴れ』に、ラグビー選手の一人として顔を出している。同年6月27日公開、佐々木康監督の『舞姫の暦』に主演し、共演の水島光代とともに「夢心コンビ」として売り出される。1936年（昭和11年）、同撮影所の移転により松竹大船撮影所に異動する。同年暮れに松竹下加茂撮影所に異動し、時代劇俳優、剣戟俳優に転向する。同年12月20日公開、笠井輝二監督の『弥之助行状記』に主演、松竹蒲田出身で先に下加茂に異動していた光川京子と初めて共演する。1938年（昭和13年）、女優の光川京子と結婚した。
1939年（昭和14年）からはほとんどが助演に回るようになり、1940年（昭和15年）4月25日に公開された笠井輝二監督の『銭形平次捕物控 南蛮秘法箋』を最後に、光川京子とともに東京・巣鴨の大都映画に移籍した。同社での最初の出演は、同年5月30日公開、佐伯幸三監督の『日本巌窟王 前篇』、同日公開の中島宝三監督の『日本巌窟王 後篇』での主演であり、ふたたび主演スターに返り咲いた。1942年（昭和17年）1月27日、大都映画は、戦時統制で新興キネマや日活の製作部門等と合併して大映を形成、本郷は継続入社し、大都映画撮影所（現存せず）は間もなく閉鎖され、日活京都撮影所改め大映京都撮影所に所属した。『日本映画俳優全集・男優編』には「同年、本郷秀雄一座を結成して実演に転ずる」とあるが、大映での出演記録が途絶えるのは翌1943年（昭和18年）4月以降である。

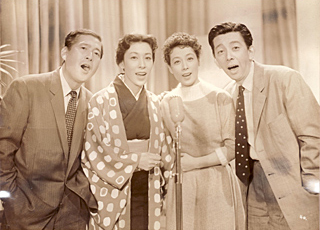
『チャッカリ夫人とウッカリ夫人 夫婦御円満の巻』（監督青柳信雄、1956年）のスチル写真。左から佐野周二、久慈あさみ、淡島千景、本郷秀雄。

第二次世界大戦の終結後は、フリーランスとなり、1947年（昭和22年）8月3日公開、大曾根辰夫監督の『花ある星座』に出演して映画界に復帰する。翌1948年（昭和23年）、第一協団に所属、二枚目俳優の面影を残しつつ喜劇映画に多く出演した。『チャッカリ夫人とウッカリ夫人』シリーズには、1954年（昭和29年）公開の『チャッカリ夫人とウッカリ夫人 やりくり算段の巻』からレギュラー出演した。戦後の次郎長ものでは、1955年（昭和30年）2月28日公開、マキノ雅弘監督の『次郎長遊侠傳 秋葉の火祭り』（製作・配給日活）では増川仙右衛門、1957年（昭和32年）から始まる青柳信雄監督の『次郎長意外伝』シリーズ （製作・配給東宝）では追分の三五郎を演じた。
1970年代以降は、テレビドラマや舞台出演が中心となり、1975年（昭和50年）早々の1月16日、八代目坂東三津五郎が急逝し、南座で公演中の舞台『お吟さま』では、三津五郎が千利休、本郷が豊臣秀吉役であったが、急遽本郷が三津五郎の代役に立った。晩年は大阪市大淀区に住んだ。
1987年（昭和62年）6月22日、肺がんにより死去した。満70歳没。

## フィルモグラフィ
すべてクレジットは「出演」である。公開日の右側には役名、および東京国立近代美術館フィルムセンター（NFC）所蔵等の上映用プリントの現存状況についても記す。同センター等に所蔵されていないものは、とくに1940年代以前の作品についてはほぼ現存しないフィルムである。

### 松竹蒲田撮影所
すべて製作は「松竹蒲田撮影所」、配給は「松竹キネマ」である。
- 『大学の若旦那・日本晴れ』 : 監督清水宏、1934年12月31日公開 - ラグビー選手
- 『二人静』 : 監督池田義信、1935年4月3日公開[1][2]
- 『母の恋文』 : 監督野村浩将、1935年4月18日公開 - 若旦那、106分尺で現存（NFC所蔵[9]）
- 『舞姫の暦』 : 監督佐々木康、共演水島光代、1935年6月27日公開 - 主演
- 『真白き富士の根』 : 監督佐々木康、共演水島光代、1935年8月29日公開
- 『悲恋華』 : 監督佐々木康、共演水島光代、1936年1月10日公開 - その弟、88分尺で現存（NFC所蔵[9]）
- 『あの道この道』 : 監督佐々木康、共演水島光代、1936年2月22日公開

### 松竹大船撮影所
すべて製作は「松竹大船撮影所」、配給は「松竹キネマ」である。
- 『自由の天地』 : 監督清水宏、1936年6月25日公開
- 『少年航空兵』 : 監督佐々木康、共演水島光代、1936年9月18日公開 - 主演、100分尺で現存（NFC所蔵[9]）
- 『嘆きの母』 : 監督宗本英男、1936年10月15日公開 - 長男善太郎
- 『愛の一つ家』 : 監督佐々木康、共演水島光代、1936年11月20日公開

### 松竹下加茂撮影所
特筆以外すべて製作は「松竹下加茂撮影所」、配給は「松竹キネマ」である。
- 『弥之助行状記』 : 監督笠井輝二、共演光川京子、1936年12月20日公開 - 主演
- 『富士に立つ退屈男』 : 監督並木鏡太郎、主演市川右太衛門、共演光川京子、製作松竹太秦撮影所、1937年1月5日公開 - 霧島京弥
- 『巷談松平長七郎』 : 監督星哲六、1937年2月18日公開 - 主演
- 『仁義ひとすじ道』 : 監督中村敏郎、1937年3月25日公開 - 主演
- 『不知火若衆』 : 監督星哲六、1937年5月15日公開 - 謎の美少年（万年若衆）
- 『安兵衛役者』 : 監督古野英治、共演光川京子、1937年6月10日公開 - 主演
- 『伝平追討ち』 : 監督古野英治、1937年8月24日公開 - 主演
- 『流転 第一部・炎』 : 監督二川文太郎、1937年9月2日公開 - 劇中劇 義経、7分の断片で現存（NFC所蔵[9]）
- 『流転 第二部・星』 : 監督二川文太郎、1937年9月13日公開 - 劇中劇 義経、同上
- 『蒙古襲来 敵国降伏』 : 監督秋山耕作、1937年10月1日公開 - 菊地次郎景保
- 『狼火』 : 監督星哲六、1937年11月11日公開
- 『幕府歩兵隊』 : 監督近藤勝彦、1937年12月9日公開
- 『人斬り伊太郎』 : 監督古野英治、1938年2月17日公開 - 横芝一太郎
- 『火華』 : 監督星哲六、共演光川京子、1938年3月10日公開 - 主演
- 『春風伊勢物語』 : 監督二川文太郎、1938年5月12日公開 - 主演
- 『時勢は移る』 : 監督古野英治、1938年6月9日公開 - 山崎東伍
- 『黒田誠忠録』 : 監督衣笠貞之助、1938年6月17日公開 - 近藤一弥
- 『紅だすき一刀流』 : 監督星哲六、1938年7月28日公開 - 月島の伊太郎
- 『天竜しぶき』 : 監督岩田英二、共演久松三津枝、1938年8月25日公開 - 主演
- 『名君五月晴れ 献上鷹異変』 : 監督中村敏郎、1938年9月公開 - 主演
- 『くれなゐ剣士』 : 監督星哲六、共演伏見直江、1938年10月6日公開 - 主演
- 『鬼面三日月党』 : 監督二川文太郎、1938年12月31日公開
- 『荒神山十八衆』 : 監督古野英治、1939年1月20日公開
- 『坂本竜馬の妻』 : 監督秋山耕作、1939年2月1日公開
- 『会津の娘達』 : 監督広瀬正明、共演伏見信子・光川京子、1939年2月15日公開 - 主演
- 『銭形平次捕物控』 : 監督星哲六、1939年4月13日公開 - 弟皆吉
- 『月形半平太』 : 監督大曾根辰夫、応援監督衣笠貞之助、1939年5月4日公開 - 早瀬辰馬
- 『銭形平次捕物控第二話 名月神田祭』 : 監督笠井輝二、1939年5月4日公開 - 久七（お雪恋人）
- 『荒野に叫ぶ』 : 監督笠井輝二、1939年6月29日公開
- 『千両判官』 : 監督広瀬正明、1939年7月27日公開
- 『新月隅田川』 : 監督大曾根辰夫、1939年8月17日公開
- 『海を行く武士』 : 監督井上金太郎、1939年11月16日公開
- 『祝言太閤記』 : 監督秋山耕作、1940年1月24日公開
- 『与三郎吹雪』 : 監督笠井輝二、1940年2月1日公開
- 『銭形平次捕物控 南蛮秘法箋』 : 監督笠井輝二、1940年4月25日公開

### 大都映画
すべて製作・配給は「大都映画」である。
- 『日本巌窟王 前篇』 : 監督佐伯幸三、1940年5月30日公開 - 主演
- 『日本巌窟王 後篇』 : 監督中島宝三、1940年5月30日公開 - 主演
- 『美男葛 前後篇』 : 監督後藤昌信、1940年7月4日公開 - 主演
- 『卍巴近江八景』 : 監督大伴竜三、1940年8月28日公開 - 主演
- 『修羅八荒 前篇』 : 監督佐伯幸三、1940年9月19日公開 - 浅香恵之助（主演）、35分尺で現存（NFC所蔵[9]）
- 『修羅八荒 後篇』 : 監督佐伯幸三、1940年10月5日公開 - 浅香恵之助（主演）
- 『女心誠忠録』 : 監督大伴竜三、1940年10月24日公開
- 『青空太平記』 : 監督佐伯幸三、1940年11月7日公開
- 『武道雪月花』 : 監督水木栄一、1940年11月28日公開
- 『勤王大和桜』 : 監督中島宝三、1940年12月31日公開
- 『両国誉れの名槍』 : 監督後藤昌信、1941年1月14日公開
- 『日柳燕石』 : 監督石山稔、1941年2月13日公開
- 『戦雲鶴ケ城』 : 監督佐伯幸三、1941年2月20日公開
- 『お小夜悲願 前後篇』 : 監督後藤昌信、1941年3月13日公開 - 横井雪之介
- 『旗本隠密』 : 監督益田晴夫、1941年4月10日公開
- 『暁雲武蔵ケ原』 : 監督佐伯幸三、1941年4月24日公開 - 仙三郎
- 『鞍馬天狗 雨中の騎士』 : 監督白井戦太郎、1941年5月15日公開 - 隼の三吉
- 『鞍馬天狗 銀河の美女』 : 監督山口哲平、1941年5月29日公開 - 隼の三吉
- 『愛憎乱麻』 : 監督マキノ真三、1941年7月8日公開
- 『神州天馬侠 前篇』 : 監督山口哲平、1941年7月14日公開 - 武田伊那丸（主演）
- 『神州天馬侠 後篇』 : 監督山口哲平、1941年7月14日公開 - 武田伊那丸（主演）
- 『石松の結婚』 : 監督小崎政房・水木栄一、1941年9月1日公開
- 『大空の遺書』 : 監督益田晴夫、1941年9月26日公開 - 山根少尉、44分尺で現存（NFC所蔵[9]）
- 『黒潮鬼 前後篇』 : 監督後藤昌信、1941年10月9日公開 - 村上左近
- 『次郎長封印切り』 : 監督山口哲平、1941年12月4日公開
- 『南国回天記』 : 監督石山稔、1941年12月31日公開 - 主演
- 『祝言前夜』 : 監督後藤昌信、1942年1月29日公開
- 『決戦般若坂』 : 監督佐伯幸三、1942年2月11日公開

### 大映
すべて製作は「大映」、配給は「映画配給社」である。
- 『維新の曲』 : 監督牛原虚彦、製作大映京都撮影所、1942年5月14日公開 - 別府晋介、113分尺で現存（NFC所蔵[9]）
- 『お市の方』 : 監督野淵昶、製作大映京都第二撮影所、1942年9月10日公開 - 浅井一郎、88分尺で現存（NFC所蔵[9]）
- 『風雪の春』 : 監督落合吉人、製作大映東京第一撮影所、1943年3月11日公開 - 藤村太平、100分尺で現存（NFC所蔵[9]）

### フリーランス
製作・配給それぞれ特筆の通りである。
- 『花ある星座』 : 監督大曾根辰夫、製作松竹京都撮影所、配給松竹、1947年8月3日公開[1]
- 『殿様ホテル』 : 監督倉田文人、製作・配給芸研プロダクション、1949年3月1日公開 - 巡査部長
- 『ホームラン狂時代』 : 監督小田基義、製作東横映画、配給大映、1949年12月13日公開 - 香取（編集長）
- 『続不良少女』 : 監督小田基義、製作東横映画、配給東京映画配給、1950年2月7日公開 - 吉永
- 『裸の天使』 : 監督中川順夫、製作シネアート・オブ・トーキョー、配給松竹、1950年8月12日公開 - 主演
- 『酔いどれ歌手』 : 監督春原政久、製作東映東京撮影所、配給東映、1952年3月27日公開 - 若原巡査
- 『森林泥棒』 : 監督田口哲、製作・配給新東宝、1952年4月11日公開 - 澤田千造
- 『忠治旅日記 逢初道中』 : 監督佐々木康、製作東映京都撮影所、配給東映、1952年10月16日公開
- 『ギラム』 : 監督小石栄一、製作東映東京撮影所、配給東映、1952年11月13日公開 - 久保進吉
- 『暁の市街戦』 : 監督春原政久、製作東映東京撮影所、配給東映、1953年5月27日公開 - 福原
- 『新越後情話』 : 監督石山稔、製作ジャパン映画、配給新東宝、1953年8月19日公開 - パチンコの政
- 『恐妻キュット節』 : 監督毛利正樹、製作新理研映画、配給新東宝、1953年5月27日公開 - 有馬惣也
- 『夜明け前』 : 監督吉村公三郎、製作近代映画協会・劇団民芸、配給新東宝、1953年10月13日公開 - 役名不明、88分尺で現存（NFC所蔵[9]）
- 『曲馬団の魔王』 : 監督佐々木康、製作東映東京撮影所、配給東映、1954年1月3日公開 - 砂原銀造
- 『若夫婦は朝寝坊』 : 監督小田基義、製作池田プロダクション（池田一夫）、配給東宝、1954年1月9日公開 - 主演
- 『ジャズ・スター誕生』 : 監督西村元男、製作井上プロダクション（井上正之）、配給東宝、1954年1月21日公開

### 東京映画

『チャッカリ夫人とウッカリ夫人 夫婦御円満の巻』（監督青柳信雄、1956年）公開時のポスター。左上で耳を塞いでいるのが本郷秀雄。

特筆以外すべて製作は「東京映画」、配給は「東宝」である。当時の本郷の所属は第一協団である。
- 『チャッカリ夫人とウッカリ夫人 やりくり算段の巻』 : 監督渡辺邦男、1954年3月10日公開
- 『二挺拳銃の龍』 : 監督小石栄一、製作東映東京撮影所、配給東映、1954年6月8日公開 - 黒沼元
- 『とんち教室』 : 監督渡辺邦男、製作東映東京撮影所、配給東映、1954年7月13日公開 - ドリルの政
- 『その後のチャッカリ夫人とウッカリ夫人』 : 監督春原政久、1954年8月15日公開
- 『見ないで頂戴お月さま』 : 監督中川順夫、製作えぬ・えすプロ、配給東宝、1954年9月17日公開
- 『結婚期』 : 監督井上梅次、製作クレインズ・クラブ、配給東宝、1954年11月16日公開 - 東畑六郎
- 『俺の拳銃は素早い』 : 監督野口博志、製作・配給日活、1954年12月28日公開 - 吉柳公一、94分尺で現存（NFC所蔵[9]）
- 『次郎長遊侠傳 秋葉の火祭り』 : 監督マキノ雅弘、製作・配給日活、1955年2月28日公開 - 増川仙右衛門、90分尺で現存（NFC所蔵[9]）
- 『めくら狼』 : 監督マキノ雅弘、製作・配給東宝、1955年3月1日公開 - 辰五郎
- 『次郎長遊侠伝 天城鴉』 : 監督マキノ雅弘、製作・配給日活、1955年5月3日公開 - 仙右衛門、96分尺で現存（NFC所蔵[9]）
- 『虹の谷』 : 監督吉村廉・古賀聖人、製作新理研・第一協団、配給新東宝、1955年6月16日公開 - 役名不明、88分尺で現存（NFC所蔵[9]）
- 『りゃんこの弥太郎』 : 監督マキノ雅弘、製作・配給新東宝、1955年6月13日公開 - 乾分勘十、94分尺で現存（NFC所蔵[9]）
- 『若夫婦なやまし日記』 : 監督田尻繁、1955年9月13日公開 - 主演
- 『赤城の血祭』 : 監督マキノ雅弘、製作・配給新東宝、1955年9月25日公開 - おかめの勇的、94分尺で現存（NFC所蔵[9]）
- 『人生とんぼ返り』 : 監督マキノ雅弘、製作・配給日活、1955年11月1日公開 - 太田、116分尺で現存（NFC所蔵[9]）
- 『チャッカリ夫人とウッカリ夫人 夫婦御円満の巻』 : 監督青柳信雄、1956年1月8日公開
- 『チエミの初恋チャッチャ娘』 : 監督青柳信雄、製作・配給東宝、1956年2月18日公開 - 清水茂雄
- 『隠密七生記』 : 監督渡辺邦男、製作・配給新東宝、1956年3月27日公開 - 辰蔵
- 『幽霊タクシー』 : 監督小田基義、1956年6月14日公開 - 穴山平助
- 『暴力の王者』 : 監督内川清一郎、製作・配給新東宝、1956年6月14日公開 - 吉井元

### 宝塚映画製作所
特筆以外すべて製作は「宝塚映画製作所」、配給は「東宝」である。当時の本郷の所属は第一協団である。
- 『遠山金さん捕物控 影に居た男』 : 監督マキノ雅弘、1956年9月5日公開 - 人形師銀山
- 『浮気旅行』 : 監督杉江敏男、製作東京映画、1956年10月9日公開
- 『アチャコ行状記 親馬鹿天国』 : 監督青柳信雄、1956年11月7日公開
- 『世にも面白い男の一生 桂春団治』 : 監督木村恵吾、1956年11月27日公開 - 桂小春団治（噺家）、108分尺で現存（NFC所蔵[9]）
- 『男の花道』 : 監督冬島泰三、1956年12月5日公開 - 馬場宗庵
- 『おしどりの間』 : 監督木村恵吾、製作東京映画、1956年12月19日公開 - 蝶子の連れの男
- 『アチャコ行状記 嫁取り試験』 : 監督青柳信雄、1956年12月19日公開
- 『おしゃべり社長』 : 監督青柳信雄、製作東京映画、1957年1月3日公開 - 木村（輸出課長）
- 『姫君剣法 謎の紫頭巾』 : 監督毛利正樹、製作・配給新東宝、1957年2月12日公開 - いたちの仙太
- 『次郎長意外伝 大暴れ三太郎笠』 : 監督青柳信雄、製作・配給東宝、1957年2月26日公開 - 追分の三五郎
- 『次郎長意外伝 灰神楽の三太郎』 : 監督青柳信雄、製作・配給東宝、1957年2月26日公開 - 追分の三五郎
- 『浪人街』 : 監督マキノ雅弘、製作京都映画、配給松竹、1957年4月3日公開 - 岡つ引佐吉、110分尺で現存（NFC所蔵[9]）
- 『続・サザエさん』 : 監督青柳信雄、製作・配給東宝、1957年4月9日公開 - 横向さん
- 『激怒する牡牛』 : 監督古賀聖人・吉村廉、製作新理研、配給新東宝、1957年5月8日公開 - 寅
- 『へそくり親爺』 : 監督山崎裕理、1957年6月12日公開 - 滝山福次郎
- 『謎の紫頭巾 姫君花吹雪』 : 監督毛利正樹、製作・配給新東宝、1957年6月19日公開 - いたちの仙太
- 『淑女夜河を渡る』 : 監督内川清一郎、製作すがを集団、配給松竹、1957年8月4日公開 - 斎藤五郎
- 『その夜のひめごと』 : 監督木村恵吾、製作東京映画、1957年9月1日公開 - 望月
- 『一本刀土俵入』 : 監督マキノ雅弘、製作・配給東宝、1957年10月13日公開 - 料理人
- 『花嫁は待っている』 : 監督青柳信雄、製作・配給東宝、1957年10月20日公開 - 野村営業部次長
- 『次郎長意外伝 大暴れ次郎長一家』 : 監督日高繁明、製作・配給東宝、1957年12月22日公開 - 追分三五郎
- 『サザエさんの青春』 : 監督青柳信雄、製作・配給東宝、1957年12月28日公開 - 建てかけの家の夫
- 『口から出まかせ』 : 監督内川清一郎、1958年1月29日公開 - 新聞記者A（山田）

### 大映京都撮影所
特筆以外すべて製作は「大映京都撮影所」、配給は「大映」である。当時の本郷の所属は第一協団である。
- 『ふり袖纏』 : 監督三隅研次、1958年3月25日公開 - 平鳶留吉
- 『旅は気まぐれ風まかせ』 : 監督田坂勝彦、1958年4月16日公開
- 『風来坊一番勝負』 : 監督安田公義、1958年5月19日公開 - チョロ松（藤兵衛の下ッ引）
- 『女ざむらい只今参上』 : 監督渡辺邦男、製作松竹京都撮影所、配給松竹、1958年6月29日公開
- 『女狐風呂』 : 監督安田公義、1958年7月13日公開 - 山城屋徳次郎
- 『銭形平次捕物控 鬼火燈篭』 : 監督加戸敏、1958年7月27日公開 - 八五郎
- 『真昼の惨劇』 : 監督野村企鋒、製作歌舞伎座、配給松竹、1958年8月24日公開 - 橋本捜査主任
- 『伊賀の水月』 : 監督渡辺邦男、1958年11月15日公開 - 町人仙太
- 『大江戸千両祭』 : 監督青柳信雄、製作・配給東宝、1958年10月28日公開 - 勘十郎
- 『濡れ髪剣法』 : 監督加戸敏、1958年11月8日公開
- 『次郎長意外伝 灰神楽木曽の火祭』 : 監督青柳信雄、製作・配給東宝、1958年11月23日公開 - 桶屋の鬼吉
- 『忠臣蔵 暁の陣太鼓』 : 監督倉橋良介、製作松竹京都撮影所、配給松竹、1958年12月21日公開 - 三吉
- 『大暴れ東海道』 : 監督渡辺邦男、製作松竹京都撮影所、配給松竹、1958年12月28日公開 - 水野秀典
- 『人肌牡丹』 : 監督森一生、1959年1月3日公開
- 『サザエさんの結婚』 : 監督青柳信雄、製作・配給東宝、1959年1月9日公開 - 教授
- 『鬼女系図』 : 監督渡辺実、1959年1月27日公開 - 魚屋金八
- 『江戸っ子桜』 : 監督西山正輝、1959年2月3日公開 - 駕舁き仙太
- 『からくり雛人形』 : 監督西沢宣匠、1959年2月25日公開
- 『蛇姫様』 : 監督渡辺邦男、1959年2月25日公開
- 『お嬢吉三』 : 監督田中徳三、1959年4月21日公開
- 『危険なラブレター』 : 監督的井邦雄、製作松竹京都撮影所、配給松竹、1959年5月26日公開 - 大虎甚八
- 『次郎長富士』 : 監督森一生、1959年6月2日公開 - 熊五郎、104分尺で現存（NFC所蔵[9]）
- 『荒海に挑む男一匹 紀の国屋文左衛門』 : 監督渡辺邦男、製作松竹京都撮影所、配給松竹、1959年6月14日公開 - 恵比須屋、97分尺で現存（NFC所蔵[9]）
- 『待っていた花嫁』 : 監督的井邦雄、製作松竹京都撮影所、配給松竹、1959年6月24日公開 - ヘンリー大虎
- 『大暴れ八百八町』 : 監督渡辺邦男、製作松竹京都撮影所、配給松竹、1959年7月14日公開 - 大家源兵衛
- 『森の石松幽霊道中』 : 監督佐伯幸三、製作宝塚映画製作所、配給東宝、1959年7月14日公開 - 鹿島の久松
- 『濡れ髪三度笠』 : 監督田中徳三、1959年8月1日公開 - 長之助、98分尺で現存（NFC所蔵[9]）

### 東映京都撮影所
特筆以外すべて製作は「東映京都撮影所」、配給は「東映」である。当時の本郷の所属は第一協団である。
- 『榛名ばやし 喧嘩鷹』 : 監督内出好吉、1959年8月26日公開 - 長吉、82分尺で現存（NFC所蔵[9]）
- 『富獄秘帖』 : 監督工藤栄一、1959年9月2日公開 - 才蔵
- 『富獄秘帖 完結篇』 : 監督工藤栄一、1959年9月8日公開 - 才蔵
- 『歌麿をめぐる五人の女』 : 監督木村恵吾、製作大映京都撮影所、配給大映、1959年10月11日公開 - 新助
- 『風来物語 仁侠篇』 : 監督渡辺邦男、製作大映京都撮影所、配給大映、1959年10月28日公開 - 仙吉
- 『百万両五十三次』 : 監督小沢茂弘、1959年11月8日公開 - 西九条実篤
- 『浮かれ三度笠』 : 監督田中徳三、製作大映京都撮影所、配給大映、1959年12月6日公開
- 『関の弥太っぺ』 : 監督加戸敏、製作大映京都撮影所、配給大映、1959年12月27日公開 - 堺の和吉
- 『晴れ姿勢揃い 剣侠五人男』 : 監督渡辺邦男、製作松竹京都撮影所、配給松竹、1959年12月27日公開 - 支那の男
- 『天下の大泥棒 白浪五人男』 : 監督佐伯幸三、製作東京映画、配給東宝、1960年1月3日公開 - 中村扇之助（歌舞伎役者）
- 『殿さま弥次喜多』 : 監督沢島忠、1960年1月15日公開 - 幸運児
- 『野狐笛 花吹雪一番纏』 : 監督松村昌治、1960年1月21日公開 - 常蔵
- 『大江戸の侠児』 : 監督加藤泰、1960年2月7日公開 - 疝気の女衒、87分尺で現存（NFC所蔵[9]）
- 『濡れ髪喧嘩旅』 : 監督森一生、製作大映京都撮影所、配給大映、1960年2月17日公開
- 『銭形平次捕物控 美人蜘蛛』 : 監督三隅研次、製作大映京都撮影所、配給大映、1960年3月1日公開 - 桜井弥好
- 『浪人市場 朝やけ天狗』 : 監督松村昌治、1960年3月22日公開 - 鉄
- 『痴人の愛』 : 監督木村恵吾、製作大映東京撮影所、配給大映、1960年4月17日公開 - 高田
- 『照る日くもる日』 : 監督内出好吉、配給第二東映、1960年4月26日公開 - 猿の源次
- 『お嬢さん三度笠』 : 監督安田公義、製作大映京都撮影所、配給大映、1960年5月11日公開 - 亀助
- 『怪談累が淵』 : 監督安田公義、製作大映京都撮影所、配給大映、1960年6月26日公開 - 亀四郎
- 『十七才の逆襲 暴力をぶっ潰せ』 : 監督日高繁明、製作東映東京撮影所、配給第二東映、1960年7月6日公開 - 星野
- 『危うし! 快傑黒頭巾』 : 監督松村昌治、1960年7月24日公開 - 劉子明
- 『清水港に来た男』 : 監督マキノ雅弘、1960年7月31日公開 - 三下B、91分尺で現存（NFC所蔵[9]）
- 『次郎長血笑記 富士見峠の対決』 : 監督工藤栄一、配給第二東映、1960年8月28日公開 - 万七
- 『神田祭り喧嘩笠』 : 監督マキノ雅弘、1960年8月31日公開 - 辰五郎、84分尺で現存（NFC所蔵[9]）
- 『次郎長血笑記 殴り込み荒神山』 : 監督工藤栄一、配給第二東映、1960年9月13日公開 - 万七
- 『気まぐれ鴉』 : 監督加戸敏、製作大映京都撮影所、配給大映、1960年9月28日公開 - 市川菊之丞
- 『素浪人百万石』 : 監督松村昌治、1960年11月15日公開 - 赤尾弥兵衛
- 『あばれ駕篭』 : 監督松村昌治、1960年12月6日公開 -  生田慶五郎
- 『薔薇大名』 : 監督池広一夫、製作大映京都撮影所、配給大映、1960年12月7日公開 - 雲竜斎
- 『若さま侍捕物帖』 : 監督佐々木康、1960年12月27日公開 - 遠州屋小吉
- 『鳴門秘帖』 : 監督内出好吉、1961年1月26日公開 - 九鬼弥助
- 『江戸っ子肌』 : 監督マキノ雅弘、1961年2月7日公開 - 金太、86分尺で現存（NFC所蔵[9]）
- 『霧丸霧がくれ』 : 監督佐々木康、1961年5月3日公開 - 藤次
- 『さいころ奉行』 : 監督内出好吉、1961年4月18日公開 - 間戸場大和
- 『月形半平太』 : 監督マキノ雅弘、1961年4月25日公開 - 坂出久二郎、89分尺で現存（NFC所蔵[9]）
- 『花笠ふたり若衆』 : 監督佐々木康、1961年5月17日公開 - 政吉
- 『ふり袖小姓捕物帖 蛇姫囃子』 : 監督深田金之助、1961年6月6日公開 - 将軍
- 『霧丸霧がくれ 南海の狼』 : 監督松村昌治、1961年7月9日公開 - 藤次
- 『ふり袖小姓捕物帖 血文字肌』 : 監督深田金之助、1961年7月2日公開 - 将軍
- 『無法者の虎』 : 監督深田金之助、配給ニュー東映、1961年7月30日公開 - ほとけの六助
- 『江戸っ子繁昌記』 : 監督マキノ雅弘、1961年8月26日公開 - 唐犬権兵、86分尺で現存（NFC所蔵[9]）
- 『出世武士道』 : 監督河野寿一、1961年9月6日公開 - 豊橋平之助
- 『素っ飛び二人三脚』 : 監督井沢雅彦、1961年10月22日公開 - 竜巻半次
- 『権九郎旅日記』 : 監督工藤栄一、1961年12月6日公開 - にやけた侍
- 『若き日の次郎長 東海道のつむじ風』 : 監督マキノ雅弘、1962年1月3日公開 - 薩洲、89分尺で現存（NFC所蔵[9]）
- 『旗本退屈男 謎の珊瑚屋敷』 : 監督中川信夫、1962年1月23日公開 - 清兵衛
- 『暴れん坊一代』 : 監督河野寿一、1962年2月14日公開 - 亀吉
- 『あべこべ道中』 : 監督河野寿一、1962年5月9日公開 - 浪人乙
- 『やくざ判官』 : 監督マキノ雅弘、1962年7月13日公開 - 八肋、91分尺で現存（NFC所蔵[9]）
- 『まぼろし天狗』 : 監督中川信夫、1962年8月12日公開 - 伍平
- 『次郎長と小天狗 殴り込み甲州路』 : 監督マキノ雅弘、1962年9月22日公開 - 半次、86分尺で現存（NFC所蔵[9]）
- 『稲妻峠の決闘』 : 監督中川信夫、1962年10月27日公開 - 売らずの権次
- 『花の折鶴笠』 : 監督河野寿一、1962年12月1日公開 - 蠍の万吉、86分尺で現存（NFC所蔵[9]）
- 『浪人街の顔役』 : 監督佐々木康、1963年2月17日公開 - 猪子伴蔵
- 『続雲の上団五郎一座』 : 監督青柳信雄、製作宝塚映画製作所、配給東宝、1963年7月28日公開 - 尾上新月
- 『血と砂の決斗』 : 監督松田定次、1963年12月1日公開 - 勘吉
- 『駆逐艦雪風』 : 監督山田達雄、製作佐野芸術プロダクション、配給松竹、1964年2月16日公開 - 村長
- 『この道赤信号』 : 監督近江俊郎、製作ワールド・プロモーション、配給大映、1964年5月16日公開 - 宮川
- 『「明治の風雪」より柔旋風』 : 監督渡辺邦男、製作日本電波映画、配給松竹、1965年3月13日公開 - 島屋長作
- 『すっ飛び野郎』 : 監督市村泰一、製作松竹京都撮影所、配給松竹、1965年4月28日公開 - 幸兵衛
- 『新鞍馬天狗』 : 監督安田公義、製作大映京都撮影所、配給大映、1965年9月18日公開
- 『前科者』 : 監督山下耕作、1968年5月1日公開 - 大倉利吉